# Ceryx pseudovigorsi
Ceryx pseudovigorsi är en fjärilsart som beskrevs av Nievenhs. 1946. Ceryx pseudovigorsi ingår i släktet Ceryx och familjen björnspinnare. Inga underarter finns listade i Catalogue of Life.